# ノースダコタ州の都市圏の一覧

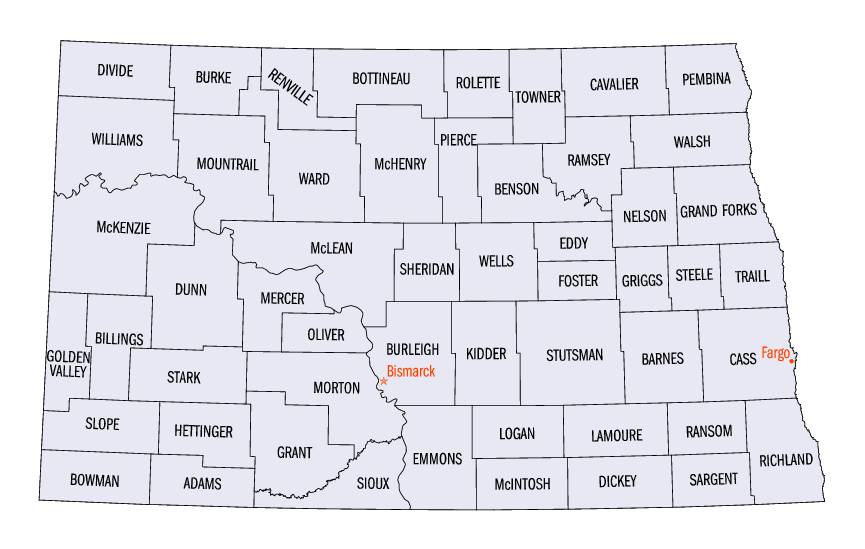
ノースダコタ州の53郡を示す地図

本項目はノースダコタ州の都市圏の一覧（ノースダコタしゅうのとしけんのいちらん）である。
アメリカ合衆国国勢調査局は、ノースダコタ州に合同統計地域（CSA/広域都市圏）1ヶ所、大都市統計地域（MSA/都市圏）4ヶ所、および小都市統計地域（μSA/小都市圏）4ヶ所を定義している。下表には、左列より以下の情報を示す。
- 合同統計地域（定義されている場合）の名称
- 合同統計地域の人口
- コアベース統計地域（大都市統計地域および小都市統計地域）の名称
- コアベース統計地域の人口
- 各統計地域に含まれる郡の名称
- 各統計地域に含まれる郡の人口

なお、下表においては、ノースダコタ州と他州にまたがる合同統計地域およびコアベース統計地域については、名称と統計地域の総人口を青緑色で、ノースダコタ州内の人口を黒色でそれぞれ示す。また、他州のコアベース統計地域および郡については、その名称と人口を緑色でそれぞれ示す。
下表における人口の数値はすべて2020年に行われた国勢調査時のものである。また、合同統計地域、コアベース統計地域（大都市統計地域・小都市統計地域）のいずれも、2023年7月21日時点での定義に従う。
| 合同統計地域                   | 人口            | コアベース統計地域       | 人口            | 郡                     | 人口    |
| ------------------------------ | --------------- | ------------------------ | --------------- | ---------------------- | ------- |
| ファーゴ・ワーペトン広域都市圏 | 272,878 201,054 | ファーゴ都市圏           | 249,843 184,525 | カス郡                 | 184,525 |
| ファーゴ・ワーペトン広域都市圏 | 272,878 201,054 | ファーゴ都市圏           | 249,843 184,525 | ミネソタ州クレイ郡     | 65,318  |
| ファーゴ・ワーペトン広域都市圏 | 272,878 201,054 | ワーペトン小都市圏       | 23,035 16,529   | リッチランド郡         | 16,529  |
| ファーゴ・ワーペトン広域都市圏 | 272,878 201,054 | ワーペトン小都市圏       | 23,035 16,529   | ミネソタ州ウィルキン郡 | 6,506   |
|                                |                 | ビスマーク都市圏         | 133,626         | バーリー郡             | 98,458  |
| モートン郡                     | 33,291          | ビスマーク都市圏         | 133,626         |                        |         |
| オリバー郡                     | 1,877           | ビスマーク都市圏         | 133,626         |                        |         |
|                                |                 | マイノット都市圏         | 77,546          | ウォード郡             | 69,919  |
| マクヘンリー郡                 | 5,345           | マイノット都市圏         | 77,546          |                        |         |
| レンビル郡                     | 2,282           | マイノット都市圏         | 77,546          |                        |         |
|                                |                 | グランドフォークス都市圏 | 104,362 73,170  | グランドフォークス郡   | 73,170  |
| ミネソタ州ポーク郡             | 31,192          | グランドフォークス都市圏 | 104,362 73,170  |                        |         |
|                                |                 | ウィリストン小都市圏     | 40,950          | ウィリアムズ郡         | 40,950  |
|                                |                 | ディッキンソン小都市圏   | 38,686          | スターク郡             | 33,646  |
| ダン郡                         | 4,095           | ディッキンソン小都市圏   | 38,686          |                        |         |
| ビリングス郡                   | 945             | ディッキンソン小都市圏   | 38,686          |                        |         |
|                                |                 | ジェームズタウン小都市圏 | 21,593          | スタッツマン郡         | 21,593  |
| （設定無し）                   | （設定無し）    | （設定無し）             | （設定無し）    | マッケンジー郡         | 14,704  |
| （設定無し）                   | （設定無し）    | （設定無し）             | （設定無し）    | ロレット郡             | 12,187  |
| （設定無し）                   | （設定無し）    | （設定無し）             | （設定無し）    | ラムジー郡             | 11,605  |
| （設定無し）                   | （設定無し）    | （設定無し）             | （設定無し）    | バーンズ郡             | 10,853  |
| （設定無し）                   | （設定無し）    | （設定無し）             | （設定無し）    | ウォルシュ郡           | 10,563  |
| （設定無し）                   | （設定無し）    | （設定無し）             | （設定無し）    | マウントレイル郡       | 9,809   |
| （設定無し）                   | （設定無し）    | （設定無し）             | （設定無し）    | マクレーン郡           | 9,771   |
| （設定無し）                   | （設定無し）    | （設定無し）             | （設定無し）    | マーサー郡             | 8,350   |
| （設定無し）                   | （設定無し）    | （設定無し）             | （設定無し）    | トレイル郡             | 7,997   |
| （設定無し）                   | （設定無し）    | （設定無し）             | （設定無し）    | ペンビナ郡             | 6,844   |
| （設定無し）                   | （設定無し）    | （設定無し）             | （設定無し）    | ボッティンオー郡       | 6,379   |
| （設定無し）                   | （設定無し）    | （設定無し）             | （設定無し）    | ベンソン郡             | 5,964   |
| （設定無し）                   | （設定無し）    | （設定無し）             | （設定無し）    | ランサム郡             | 5,703   |
| （設定無し）                   | （設定無し）    | （設定無し）             | （設定無し）    | ディッキー郡           | 4,999   |
| （設定無し）                   | （設定無し）    | （設定無し）             | （設定無し）    | ラムーア郡             | 4,093   |
| （設定無し）                   | （設定無し）    | （設定無し）             | （設定無し）    | ピアース郡             | 3,990   |
| （設定無し）                   | （設定無し）    | （設定無し）             | （設定無し）    | ウェルズ郡             | 3,982   |
| （設定無し）                   | （設定無し）    | （設定無し）             | （設定無し）    | スー郡                 | 3,898   |
| （設定無し）                   | （設定無し）    | （設定無し）             | （設定無し）    | サージェント郡         | 3,862   |
| （設定無し）                   | （設定無し）    | （設定無し）             | （設定無し）    | キャバリエ郡           | 3,704   |
| （設定無し）                   | （設定無し）    | （設定無し）             | （設定無し）    | フォスター郡           | 3,397   |
| （設定無し）                   | （設定無し）    | （設定無し）             | （設定無し）    | エモンズ郡             | 3,301   |
| （設定無し）                   | （設定無し）    | （設定無し）             | （設定無し）    | ネルソン郡             | 3,015   |
| （設定無し）                   | （設定無し）    | （設定無し）             | （設定無し）    | ボウマン郡             | 2,993   |
| （設定無し）                   | （設定無し）    | （設定無し）             | （設定無し）    | マッキントッシュ郡     | 2,530   |
| （設定無し）                   | （設定無し）    | （設定無し）             | （設定無し）    | ヘッティンガー郡       | 2,489   |
| （設定無し）                   | （設定無し）    | （設定無し）             | （設定無し）    | キダー郡               | 2,394   |
| （設定無し）                   | （設定無し）    | （設定無し）             | （設定無し）    | エディ郡               | 2,347   |
| （設定無し）                   | （設定無し）    | （設定無し）             | （設定無し）    | グリッグス郡           | 2,306   |
| （設定無し）                   | （設定無し）    | （設定無し）             | （設定無し）    | グラント郡             | 2,301   |
| （設定無し）                   | （設定無し）    | （設定無し）             | （設定無し）    | バーク郡               | 2,201   |
| （設定無し）                   | （設定無し）    | （設定無し）             | （設定無し）    | アダムズ郡             | 2,200   |
| （設定無し）                   | （設定無し）    | （設定無し）             | （設定無し）    | ディバイド郡           | 2,195   |
| （設定無し）                   | （設定無し）    | （設定無し）             | （設定無し）    | タウナー郡             | 2,162   |
| （設定無し）                   | （設定無し）    | （設定無し）             | （設定無し）    | ローガン郡             | 1,876   |
| （設定無し）                   | （設定無し）    | （設定無し）             | （設定無し）    | スティール郡           | 1,798   |
| （設定無し）                   | （設定無し）    | （設定無し）             | （設定無し）    | ゴールデンバレー郡     | 1,736   |
| （設定無し）                   | （設定無し）    | （設定無し）             | （設定無し）    | シェリダン郡           | 1,265   |
| （設定無し）                   | （設定無し）    | （設定無し）             | （設定無し）    | スロープ郡             | 706     |

## 註
1. ↑  QuickFacts. U.S. Census Bureau. 2020年.
2. ↑  OMB Bulletin No. 23-01, Revised Delineations of Metropolitan Statistical Areas, Micropolitan Statistical Areas, and Combined Statistical Areas, and Guidance on Uses of the Delineations of These Areas. Office of Management and Budget. 2023年7月21日.